# Фёрст, Энтон
Энтони Фрэнсис «Энтон» Фёрст (англ. Anthony Francis "Anton" Furst) (6 мая 1944 — 24 ноября 1991) — британский художник-постановщик и художник по спецэффектам, известный по работе над такими фильмами, как «Любовник леди Чаттерлей» (1981), «В компании волков» (1984), «Цельнометаллическая оболочка» (1987), «Высшие духи» (1988) и «Пробуждение» (1990).
Но наиболее, Фёрст известен по работе над супергеройским фильмом Тима Бёртона 1989 года — «Бэтмен», за который он получил премию «Оскар» в категории «Лучшая работа художника-постановщика» за разработку дизайна Готэм-Сити и Бэтмобиля, и стал первым обладателем «Оскара» за супергеройский фильм состязательно (конкурентно).

## Биография
Энтони Фрэнсис Фёрст родился в Англии, Великобритания, 6 мая 1944 года, и получил образование в Королевском колледже искусств в Лондоне.
Энтон Фёрст начал свою карьеру художника-постановщика в середине 1970-х годов, когда работал над двумя телефильмами Джона Голдшмидта — «Just One Kid» (с англ. — «Только один ребёнок») 1974 года и «It’s a Lovely Day Tomorrow» (с англ. — «Завтра будет прекрасный день») 1975 года.
Энтон Фёрст также работал не указанным в титрах художником по спецэффектам в двух известных фильмах 1979 года; научно-фантастический фильм ужасов — «Чужой» и шпионско-фантастический фильм — «Лунный гонщик».
Работа Энтона Фёрста для фильма Нила Джордана 1984 года — «В компании волков», привлекла внимание Стэнли Кубрика и молодого Тима Бёртона. Кубрик нанял Фёрста, для создания декораций войны во Вьетнаме, в своём фильме 1987 года — «Цельнометаллическая оболочка», а Бёртон пытался убедить Фёрста, поработать над своим фильмом 1988 года — «Битлджус», но вместо него, Фёрст решил заняться другим фильмом того же года — «Высшие духи», также снятый Нилом Джорданом.
Но Энтон Фёрст работал для следующего фильма Тима Бёртона — «Бэтмен» 1989 года, в качестве разработчика дизайна города Готэм-Сити, и автомобиля Бэтмобиль, и в вместе с декоратором фильма — Питером Янгом, номинировался на премию «Оскар» за лучшую работу художника-постановщика, и выиграл её.
Энтон Фёрст и Питер Янг стали вторыми, получившими «Оскар» за супергеройский фильм, (после Леса Боуи, Колина Чилверса, Дениса Купа, Роя Филда, Дерека Меддингса и Зорана Перишича, за «Супермена» 1978 года), и первыми, сделавшими это конкурентно (состязательно).
Следующий фильм Энтона Фёрста, биографическая драма Пенни Маршалл 1990 года — «Пробуждение», стал его последним фильмом.
Энтони Фрэнсис Фёрст умер в Лос-Анджелесе, Калифорнии, США, 24 ноября 1991 года, спрыгнув с восьмого этажа парковки.

## Фильмография
- Just One Kid (1974)
- It’s a Lovely Day Tomorrow (1975)
- Чужой (1979)
- Лунный гонщик (1979)
- Любовник леди Чаттерлей (1981)
- Неподходящая работа для женщины (1982)
- Последний день лета (1984)
- В компании волков (1984)
- Принц—лягушка (1985)
- Цельнометаллическая оболочка (1987)
- Высшие духи (1988)
- Бэтмен (1989)
- Пробуждение (1990)

## Награды и номинации
В 1990 году, Энтон Фёрст выиграл свою единственную номинацию на премию «Оскар»; в категории «Лучшая работа художника-постановщика», за «Бэтмена», вместе с Питером Янгом.
Фёрст также дважды сольно номинировался на премию Британской Академии в области кино в той же категории; за «В компании волков» и «Бэтмена», но проиграл Рою Уокеру за «Поля смерти», и Данте Ферретти за «Приключения барона Мюнхгаузена» соответственно.